# Нахчиванчай
Нахчиванчай (Нахічеван-чай, азерб. Naxçıvançay) — річка в Закавказзі, в межах Нахічеванської Автономної Республіки Азербайджану. Довжина — 81 кілометр.
Бере початок у горах на північному сході Нахічеванської Автономної Республіки (у Шагбузькому районі) і протягом близько 35 км протікає в глибокій і широкій ущелині на північний захід, після чого виходить на рівнину і повертає на південь. Впадає в Аракське водосховище. До будівництва водосховища була лівою притокою Араксу і впадала у нього в районі міста Нахічевань, за 11,5 км вище руїн перської фортеці Аббас-Абад, що зберігалися аж до 1970-х років, коли вони були затоплені.
Має важливе іригаційне значення.